# Nimbapanchax melanopterygius
Nimbapanchax melanopterygius is een straalvinnige vissensoort uit de familie van de killivisjes (Nothobranchiidae). De wetenschappelijke naam van de soort is voor het eerst geldig gepubliceerd in 2009 door Sonnenberg & Busch.